# Freya Jaffke
Freya Jaffke (geboren am 2. Mai 1937 in Schwelm; gestorben am 1. Juni 2021 in Stuttgart) war eine deutsche Waldorfkindergärtnerin und Sachbuchautorin. Heiner Barz bezeichnete sie als eine der „Koryphäen unter den Waldorfkindergärtnerinnen“.

## Leben
Freya Jaffke ist Erzieherin und Sozialpädagogin. Sie arbeitete viele Jahre als Kindergärtnerin und Leiterin im Kindergarten der Freien Georgenschule in Reutlingen. Ferner war sie weltweit als Dozentin insbesondere für Theorie und Praxis der Waldorfpädagogik im Kindergarten tätig. Ihre theoretischen sowie praktischen Erfahrungen zur Waldorfpädagogik und Kindergarten hat sie in mehreren Büchern und Fachzeitschriften  publiziert. 
Entsprechend der Anthroposophie bezeichnet sie als die bedeutendsten Gesichtspunkte für die Erziehung in der Zeit bis zur Einschulung, also auch für die Pädagogik im Kindergarten, „erstens Rhythmus und Wiederholung und zweitens Vorbild und Nachahmung“.

## Schriften (Auswahl)
- Vom Malen und der Kultivierung durch Kunst. In: Helmut von Kügelgen: Plan und Praxis des Waldorfkindergartens. Stuttgart 1973, S. 54–57.
- Erziehung in er altersgemischten Gruppe. In: Helmut von Kügelgen: Plan und Praxis des Waldorfkindergartens. Stuttgart  1980, S. 44–48.
- Zur Planung im Waldorfkindergarten. In: Erziehungskunst. 1977/H. 8, S. 391–407.
- Kinderstube – Lebensschule. In: Erziehungskunst. 1979/H. 7/8, S. 370–374.
- Spielzeug von Eltern selbstgemacht. Freies Geistesleben, Stuttgart 2011, ISBN 3-7725-2301-3.
- Spielen und arbeiten im Waldorfkindergarten. Freies Geistesleben, Stuttgart 1991, ISBN 3-7725-2313-7.
- Waldorf-Pädagogik. Vorbild und Nachahmung, Rhythmus und Wiederholung. In: Kindergarten heute spezial. Pädagogische Handlungskonzepte von Fröbel bis zum Situationsansatz. Freiburg i. Brg. o. J., S. 30–34.